# Taiwa confusa
Taiwa confusa är en fjärilsart som beskrevs av Alfred Ernest Wileman 1910. Taiwa confusa ingår i släktet Taiwa och familjen tandspinnare. Inga underarter finns listade i Catalogue of Life.